# Municipio Pabellón de Arteaga
Koordinaten: 22° 7′ N, 102° 17′ W
Pabellón de Arteaga ist der Name eines der elf Municipios des mexikanischen Bundesstaats Aguascalientes. Verwaltungssitz und größter Ort des Municipios ist das gleichnamige Pabellón de Arteaga. Das Municipio hat 41.862 Einwohner (2010) und eine Fläche von 198,4 km².

## Geographie
Das Municipio Pabellón de Arteaga liegt zentral im Bundesstaat Aguascalientes auf einer Höhe zwischen 1800 m und 2300 m. Es zählt zu drei Vierteln zur physiographischen Provinz der Mesa del Centro, der Rest zur Sierra Madre Occidental. Das Municipio liegt im Einzugsgebiet des Río Lerma und entwässert damit in den Pazifik. Die Geologie des Municipios setzt sich aus 63 % Alluvionen, 29 % rhyolithischen Tuffen und 5 % Sedimentgestein zusammen; Bodentyp von 55 % des Municipios ist der Durisol bei 27 % Leptosol und 12 % Phaeozem. Zwei Drittel der Gemeindefläche dienen dem Ackerbau, 14 % sind von Gestrüpplandschaft bedeckt, etwa 11 % sind bewaldet.
Das Municipio Pabellón de Arteaga grenzt an die Municipios Rincón de Romos, Tepezalá, Asientos, San Francisco de los Romo, Jesús María und San José de Gracia.

## Bevölkerung
Beim Zensus 2010 wurden im Municipio 41.862 Menschen in 9.392 Wohneinheiten gezählt. Davon wurden 76 Personen als Sprecher einer indigenen Sprache registriert, darunter 14 Sprecher des Nahuatl. Etwa vier Prozent der Bevölkerung waren Analphabeten. 14.892 Einwohner wurden als Erwerbspersonen registriert, wovon ca. 68 % Männer bzw. etwa 8,3 % arbeitslos waren. Etwa 4,1 % der Bevölkerung lebten in extremer Armut.

## Orte
Das Municipio Pabellón de Arteaga umfasst 186 bewohnte localidades, von denen der Hauptort sowie Emiliano Zapata vom INEGI als urban klassifiziert sind. Sechs Orte wiesen beim Zensus 2010 eine Einwohnerzahl von über 1000 auf, weitere 14 Orte hatten zumindest 100 Einwohner. Die größten Orte sind:
| Ort                            | Einwohner |
| Pabellón de Arteaga            | 28.633    |
| Emiliano Zapata                | 02.995    |
| Las Ánimas                     | 01.794    |
| Santa Isabel (Fraccionamiento) | 01.065    |
| Santiago                       | 01.020    |
| San Luis de Letras             | 01.018    |
| Ojo Zarco (Colonia)            | 00.607    |